# NGC 5936
NGC 5936 is een balkspiraalstelsel in het sterrenbeeld Slang. Het hemelobject werd op 12 april 1784 ontdekt door de Duits-Britse astronoom William Herschel.

## Synoniemen
- UGC 9867
- MCG 2-39-30
- ZWG 78.1
- ZWG 77.137
- IRAS 15276+1309
- PGC 55255